# Loxolomia johnsoni
Loxolomia johnsoni är en fjärilsart som beskrevs av William Schaus 1932. Loxolomia johnsoni ingår i släktet Loxolomia och familjen påfågelsspinnare. Inga underarter finns listade i Catalogue of Life.